# Puccinellia roshevitsiana
Puccinellia roshevitsiana är en gräsart som först beskrevs av Boris Konstantinovich Schischkin, och fick sitt nu gällande namn av Lev Melkhisedekovich Kreczetowicz och Nikolai Nikolaievich Tzvelev. Puccinellia roshevitsiana ingår i släktet saltgrässläktet, och familjen gräs. Inga underarter finns listade i Catalogue of Life.